# Jule Gregory Charney
Jule Gregory Charney (1 de gener de 1917 – 16 de juny de 1981) va ser un meteoròleg estatunidenc que va tenir un paper important en el desenvolupament numèric de la predicció del temps i en l'augment de la comprensió de la circulació general de l'atmosfera mitjançant l'elaboració d'un sèrie de models matemàtics de l'atmosfera cada cop més sofisticats. El seu treball va ser el motor de moltes iniciatives i programes meteorològics nacionals i internacionals.
Considerat el pare de la meteorologia dinàmica moderna, se li atribueix a Charney haver "guiat l'evolució de la postguerra de la meteorologia moderna més que qualsevol altra figura viva." El treball de Charney també va influir en el del seu col·lega proper Edward Lorenz, que va explorar les limitacions de la predictibilitat i va ser un pioner en el camp de la teoria del caos.

## Biografia
Charney va néixer a San Francisco, Califòrnia, l'1 de gener de 1917, dels immigrants russos Ely Charney i Stella Littman, sastres de la indústria de la confecció. Charney va passar la major part dels seus primers anys de vida a Califòrnia. Després d'una batalla de 20 mesos contra el càncer, va morir a Boston al Sidney Farber Cancer Institute als 64 anys.

## Educació
Charney va obtenir els seus títols de grau i postgrau a UCLA, que va culminar amb un doctorat. en física l'any 1946
El seu doctorat, la dissertació, titulada “The Dynamics of Long Waves in a Baroclinic Westerly Current” ("La dinàmica de les ones llargues en un corrent baroclínic occidental") comprèn tot el número d'octubre de 1947 del Journal of Meteorology. El document va ser influent perquè emfatitzava la influència de les "ones llargues" a l'atmosfera superior en el comportament de tota l'atmosfera en lloc de l'èmfasi més tradicional en el front polar i també va proporcionar una manera d'analitzar les pertorbacions al llarg d'aquestes ones que era tant físicament. perspicaç i matemàticament rigorós.

## Carrera i llegat
Charney va començar la seva carrera a la seva alma mater, UCLA, com a instructor en física i meteorologia des de 1941 fins a 1946. El 1946, Charney es va convertir en investigador associat a la Universitat de Chicago amb Carl-Gustav Rossby, un meteoròleg nord-americà nascut a Suècia les teories del qual sobre els moviments de l'aire a gran escala van ajudar a revolucionar la meteorologia.
De 1947 a 1948, Charney va tenir una beca de postgrau del National Research Council a la Universitat d'Oslo a Noruega. Durant aquest any, va desenvolupar una tècnica coneguda com a "aproximació quasi geostròfica" per calcular els moviments a gran escala de les ones a escala planetària.
Les equacions de vorticitat quasigeostròfiques de Charney van permetre una descripció matemàtica concisa de les circulacions atmosfèriques i oceàniques a gran escala, permetent un futur treball de predicció numèrica del temps.

### Predicció numèrica del temps
El 1948, Charney es va unir a l'Institute for Advanced Study (IAS) a Princeton, Nova Jersey, per explorar la viabilitat d'aplicar ordinadors digitals a la predicció del temps com a cap del Grup d'Investigació Meteorològica. Juntament amb el conegut matemàtic John von Neumann, Charney va ajudar a ser pioner en l'ús d'ordinadors i tècniques numèriques per millorar les previsions meteorològiques, i va tenir un paper destacat en els esforços per integrar els intercanvis d'energia i humitat mar-aire en l'estudi del clima.
Aquest treball col·lectiu va obrir el camí per a la fundació del Laboratori de Dinàmica de Fluids Geofísics de la NOAA. El 1954, Charney va ajudar a crear la Joint Numerical Weather Prediction Unit, una col·laboració entre l'Oficina Meteorològica dels Estats Units, la Força Aèria i la Marina.
Charney després servirà com a membre del Comitè de Ciències Atmosfèriques de l'Acadèmia Nacional de Ciències i com a president del Comitè de Cooperació Meteorològica Internacional de l'acadèmia. En aquests càrrecs, va concebre i va ajudar a organitzar el Programa d'Investigació Atmosfèrica Global, considerat l'esforç internacional més ambiciós d'investigació meteorològica mai realitzat.

### Meteorologia dinàmica i oceanografia
El 1956, Charney va deixar l'IAS per convertir-se en professor de meteorologia i director del Projecte Atmospheric and Ocean Dynamics al MIT, on durant 25 anys va aportar importants contribucions a la investigació de meteorologia i oceanografia dinàmiques, incloses turbulències atmosfèriques a gran escala, interaccions de retroalimentació entre oceans i l'atmosfera, la persistència de certs patrons de flux anormals a l'atmosfera i la relació d'aquests fenòmens amb les sequeres.
Entre les seves moltes contribucions fonamentals al camp, Charney va identificar la "inestabilitat baroclínica", la primera explicació física convincent per al desenvolupament dels ciclons de latitud mitjana. Charney va identificar el mecanisme que explica la mida, l'estructura i la taxa de creixement dels sistemes meteorològics de latitud mitjana, i és un fenomen omnipresent en fluids estratificats rotatius com els nostres oceans i l'atmosfera.
De 1974 a 1977, Charney va dirigir el departament de meteorologia del MIT. A més de la seva investigació revolucionària, Charney és recordat com un professor carismàtic i optimista entre els antics estudiants del MIT, on va romandre fins a la seva mort el 1981. Els estudiants descriuen la caiguda en "òrbita al voltant del sol de Charney". Hi ha una biblioteca anomenada en honor de Charney a l'edifici que acull el Departament de Ciències de la Terra, l'Atmosfera i Planetàries del MIT.

### Informe Charney
El 1979, Charney va presidir un "grup d'estudi ad hoc sobre diòxid de carboni i clima" per al Consell Nacional d'Investigació. L'informe resultant de 22 pàgines, "Carbon dioxide and climate: A scientific assessment," ("Diòxid de carboni i clima: una avaluació científica"), és una de les primeres avaluacions científiques modernes sobre l'escalfament global. La seva conclusió principal es pot trobar a la pàgina 2: "We estimate the most probable global warming for a doubling of CO₂ to be near 3 °C with a probable error of ± 1.5 °C." ("Estimem que l'escalfament global més probable per a una duplicació del CO₂ és prop dels 3 °C amb un error probable de ± 1,5 °C"). Aquesta estimació de la sensibilitat climàtica s'ha mantingut essencialment sense canvis durant més de quatre dècades, per exemple, el Quart informe d'avaluació de l'IPCC (2007) diu que "la sensibilitat climàtica d'equilibri és probable que estigui en el rang 2). °C a 4,5 °C, amb un millor valor estimat d'uns 3 °C. És "molt improbable" que sigui inferior a 1,5 °C. No es poden excloure valors substancialment superiors a 4,5 °C, però hi ha una concordança amb les observacions. no és tan bo per a aquests valors".
El 2019, els científics del clima que van celebrar el 40è aniversari de l'informe Charney van dir: "In retrospect, the Charney report seems like the scientific equivalent of the handwriting on the wall...Their warning was accurate and remains more relevant than ever." ("En retrospectiva, l'informe Charney sembla l'equivalent científic de l'escriptura a mà a la paret... La seva advertència era precisa i continua sent més rellevant que mai.)

### Celebració del centenari
El febrer de 2018, el MIT va celebrar un simposi, anomenat MIT on Chaos and Climate (MIT sobre el caos i el clima), en honor del 100è aniversari del naixement de Charney i Edward Lorenz. L'esdeveniment de dos dies va comptar amb presentacions d'experts de renom mundial sobre les nombroses contribucions científiques que els dos pioners van fer en els camps de la predicció numèrica del temps, l'oceanografia física, la dinàmica atmosfèrica i la dinàmica experimental de fluids, així com el llegat personal que van deixar enrere. d'integritat, optimisme i col·laboració. En una presentació, Joseph Pedlosky, científic emèrit de la Woods Hole Oceanographic Institute i líder mundial en oceanografia física, va dir això del seu amic i mentor Jules Charney:
"És just dir que Jule Charney va convertir el misteri del comportament erràtic de l'atmosfera en un problema reconeixible, encara que molt, molt difícil, de la física dels fluids. M'agradaria, però, parlar avui sobre el més personal de Jule i crec que igualment. contribució vital al nostre camp, pel que fa a la generositat inspiradora d'esperit que va demostrar que va avançar l'atmosfera de col·legialitat col·laborativa en el nostre camp. Va establir un estàndard per a la integritat personal i científica que crec que sovint es passa per alt però d'una importància excepcional".
Un vídeo produït per a l'esdeveniment destaca la marca indeleble feta per Charney i Lorenz sobre el MIT i el camp de la meteorologia en conjunt.

## Honors i premis
- 1937 Escollit per a Phi Beta Kappa.[14]
- 1961 Va ser guardonat amb la Medalla d'Or Symons de la Royal Meteorological Society.[14]
- 1964 Va rebre la Medalla de Recerca Carl-Gustaf Rossby de la American Meteorological Society, per la investigació que "va conduir a una comprensió més fonamental de la circulació general de l'atmosfera, la inestabilitat hidrodinàmica, l'estructura dels huracans, la dinàmica dels corrents oceànics, la propagació de l'energia de les ones i molts altres aspectes de la mecànica de fluids geofísics."[15]
- 1966 Va ser nomenat el primer Alfred P. Sloan Professor de Meteorologia al MIT.[15]
- 1969 Va rebre la Medalla Hodgkins de la Smithsonian Institution.[15]
- 1971 Va ser guardonat amb el prestigiós Premi de l'Organització Meteorològica Internacional per l'Organització Meteorològica Mundial.[16]
- 1976 Va rebre la Medalla William Bowie de l'American Geophysical Union.

L'American Meteorological Society presenta un premi anomenat "The Jule G. Charney Award". El premi s'atorga a persones "en reconeixement dels assoliments de recerca o desenvolupament molt significatius en les ciències atmosfèriques o hidrològiques".